# 上游水库 (永川)
上游水库是中国重庆市永川区境内的一座水库，位于临江河支流万寿沟上，建于1979年。水库正常库容为1450万立方米，集雨面积为54平方千米，海拔为331.05米。